# Neottia megalochila
Neottia megalochila är en orkidéart som beskrevs av Sing Chi Chen. Neottia megalochila ingår i släktet näströtter, och familjen orkidéer. Inga underarter finns listade i Catalogue of Life.